# 格雷斯·加布里埃尔
格雷斯·加布里埃尔（Grace Gabriel，1988年6月25日—），尼日利亞女子羽毛球運動員。

## 簡歷
格雷斯·加布里埃尔小時候隨父親在出生地尼日利亞喬斯的Yelwa俱樂部開始打羽毛球，及至2004年初次參加本國的羽毛球賽事，2007年首次代表尼日利亞參加國際賽事。
2012年2月，格雷斯·加布里埃尔出戰埃塞俄比亞亞的斯亞貝巴舉行的非洲羽毛球錦標賽，贏得女單冠軍。一年後，她又在毛里裘斯羅斯希爾非洲羽毛球錦標賽，成功衛冕。
2014年8月，格雷斯·加布里埃尔參加丹麥哥本哈根舉行的世界羽毛球錦標賽，出戰女子單打項目，首圈就以0比2（18-21、11-21）不敵丹麥的萊恩·杰克斯菲德出局。
2015年8月，加布里埃尔參加印尼雅加達舉行的世界羽毛球錦標賽，出戰女子單打項目，首圈就以0比2（10-21、5-21）不敵越南的武氏妆出局。

## 主要比賽成績
只列出曾進入準決賽的國際賽事成績：
| 年份   | 賽事                                     | 公開賽級別 | 項目     | 搭檔                   | 成績   |
| ------ | ---------------------------------------- | ---------- | -------- | ---------------------- | ------ |
| 2011年 | 全非運動會羽毛球比賽                     | 其他       | 女子單打 | －                     | 銀牌   |
| 2012年 | 非洲羽毛球錦標賽                         | 其他       | 女子單打 | －                     | 冠軍   |
| 2013年 | 非洲羽毛球錦標賽                         | 其他       | 混合團體 | －                     | 亞軍   |
| 2013年 | 非洲羽毛球錦標賽                         | 其他       | 女子單打 | －                     | 冠軍   |
| 2013年 | 毛里裘斯羽毛球國際賽                     | 未來系列賽 | 女子單打 | －                     | 亞軍   |
| 2013年 | 毛里裘斯羽毛球國際賽                     | 未來系列賽 | 女子雙打 | 多卡斯·阿乔克·艾德索康 | 亞軍   |
| 2014年 | 非洲羽毛球錦標賽                         | 其他       | 混合團體 | －                     | 亞軍   |
| 2014年 | 非洲羽毛球錦標賽                         | 其他       | 女子單打 | －                     | 亞軍   |
| 2014年 | 毛里裘斯羽毛球國際賽                     | 國際系列賽 | 女子雙打 | 埃尔姆·德维利尔斯      | 準決賽 |
| 2014年 | 尼日利亞羽毛球國際賽                     | 國際系列賽 | 女子單打 | －                     | 亞軍   |
| 2014年 | 南非羽毛球國際賽                         | 國際系列賽 | 女子單打 | －                     | 準決賽 |
| 2014年 | 博茨瓦納羽毛球國際賽                     | 國際系列賽 | 女子單打 | －                     | 冠軍   |
| 2014年 | 博茨瓦納羽毛球國際賽                     | 國際系列賽 | 女子雙打 | 埃尔姆·德维利尔斯      | 冠軍   |
| 2015年 | 烏干達羽毛球國際賽                       | 國際系列賽 | 女子雙打 | 凯特·甫·库内           | 準決賽 |
| 2015年 | 毛里裘斯羽毛球國際賽                     | 國際系列賽 | 女子雙打 | 奥加尔·西埃姆潘杰拉    | 亞軍   |
| 2015年 | 全非運動會羽毛球比賽 暨 非洲羽毛球錦標賽 | 其他       | 混合團體 | －                     | 季軍   |
| 2015年 | 全非運動會羽毛球比賽 暨 非洲羽毛球錦標賽 | 其他       | 女子單打 | －                     | 亞軍   |
| 2015年 | 全非運動會羽毛球比賽 暨 非洲羽毛球錦標賽 | 其他       | 女子雙打 | Braimoh Maria          | 季軍   |
| 2015年 | 埃塞俄比亞羽毛球國際賽                   | 國際系列賽 | 女子單打 | －                     | 亞軍   |
| 2015年 | 尼日利亞羽毛球國際賽                     | 國際系列賽 | 女子單打 | －                     | 冠軍   |
| 2015年 | 尼日利亞羽毛球國際賽                     | 國際系列賽 | 女子雙打 | Braimoh Maria          | 亞軍   |
| 2015年 | 贊比亞羽毛球國際賽                       | 國際系列賽 | 女子單打 | －                     | 準決賽 |
| 2015年 | 贊比亞羽毛球國際賽                       | 國際系列賽 | 女子雙打 | 奥加尔·西埃姆潘杰拉    | 準決賽 |
| 2015年 | 博茨瓦納羽毛球國際賽                     | 國際系列賽 | 女子單打 | －                     | 準決賽 |
| 2015年 | 博茨瓦納羽毛球國際賽                     | 國際系列賽 | 女子雙打 | 奥加尔·西埃姆潘杰拉    | 冠軍   |
| 2016年 | 烏干達羽毛球國際賽                       | 國際系列賽 | 女子單打 | －                     | 準決賽 |
| 2016年 | 烏干達羽毛球國際賽                       | 國際系列賽 | 女子雙打 | 奥加尔·西埃姆潘杰拉    | 亞軍   |
| 2016年 | 智利羽毛球國際賽                         | 國際系列賽 | 女子單打 | －                     | 準決賽 |
| 2017年 | 伊朗羽毛球國際挑戰賽                     | 國際挑戰賽 | 女子單打 | －                     | 準決賽 |
| 2017年 | 贊比亞羽毛球國際賽                       | 國際系列賽 | 女子單打 | －                     | 準決賽 |
| 2020年 | 全非羽毛球錦標賽                         | 其他       | 女子雙打 | Chineye Ibere          | 季軍   |
| 2022年 | 博茨瓦納羽毛球國際賽                     | 未來系列賽 | 女子雙打 | Ramatu Yakubu          | 準決賽 |
| 2023年 | 貝寧羽毛球國際賽                         | 未來系列賽 | 女子雙打 | Ramatu Yakubu          | 亞軍   |

| 2007-2017年 | 首要超級賽 | 超級賽 | 黃金大獎賽 | 大獎賽 | 國際挑戰賽 | 國際系列賽 | 未來系列賽 | 其他 |

| 2018-2026年 | 總決賽 | 超級1000賽 | 超級750賽 | 超級500賽 | 超級300賽 | 超級100賽 | 國際挑戰賽 | 國際系列賽 | 未來系列賽 | 其他 |

### 奧運會和世錦賽參賽紀錄
|          | 2014 | 2015 |
| -------- | ---- | ---- |
| 女子單打 | 48強 | 48強 |